# مارك نابير (فنان)
مارك نابير (بالإنجليزية: Mark Napier)‏ هو فنان أمريكي، ولد في 1961 في مقاطعة يونيون في الولايات المتحدة.